# مكتب حقوق الطبع والنشر بالولايات المتحدة

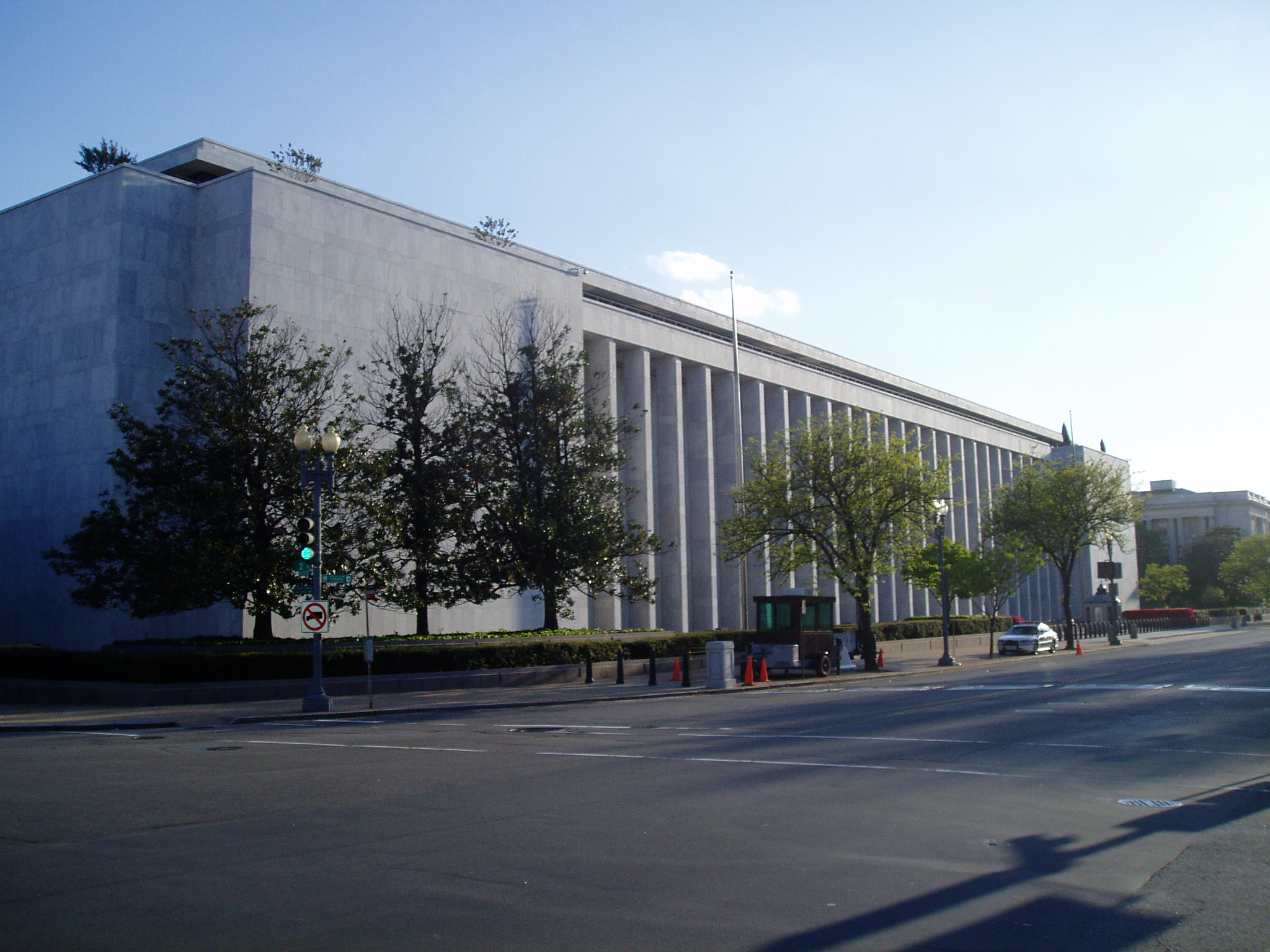
مبنى جيمس ماديسون التذكاري الذي يضم المكتب

يعد مكتب حقوق الطبع والنشر بالولايات المتحدة ( USCO )، جزء من مكتبة الكونغرس ، هو الهيئة الحكومية الأمريكية الرسمية التي تحتفظ بسجلات لتسجيل حقوق النشر في الولايات المتحدة بما في ذلك كتالوج حقوق الطبع والنشر . يتم استخدامه من قبل الباحثين عن حقوق الطبع والنشر الذين يحاولون مسح سلسلة من العناوين للأعمال المحمية بحقوق الطبع والنشر.
يسمى رئيس مكتب حقوق النشر بسجل حقوق التأليف والنشر . مدير السجل الحالي هو كارين تيمبل، الذي تم تعيينه في هذا المنصب في مارس 2019 بعد أن شغل منصب القائم بأعمال السجل منذ أكتوبر 2016. 
يقع مكتب حقوق الطبع والنشر في الطابق الرابع من مبنى جيمس ماديسون التذكاري بمكتبة الكونغرس، في 101 شارع الاستقلال، في واشنطن العاصمة. 

## المهام
تتمثل مهمة مكتب حقوق النشر في تشجيع الإبداع من خلال إدارة نظام وطني فعال لحقوق الطبع والنشر والحفاظ عليه. على الرغم من أن الغرض من نظام حقوق الطبع والنشر كان دائمًا تشجيع الإبداع في المجتمع، فإن وظائف مكتب حقوق الطبع والنشر قد نمت لتشمل ما يلي:

### إدارة قانون حقوق النشر
يفحص المكتب جميع الطلبات والودائع المقدمة لتسجيل مطالبات حقوق الطبع والنشر الأصلية والتجديد لتحديد مدى قبولها للتسجيل بموجب أحكام قانون حقوق الطبع والنشر. يسجل المكتب أيضًا المستندات المتعلقة بملكية حقوق الطبع والنشر.
يسجل مكتب حقوق الطبع والنشر الأوصاف الببليوغرافية وحقائق حقوق النشر لجميع الأعمال المسجلة. تعد المحفوظات التي يحتفظ بها مكتب حقوق النشر بمثابة سجل مهم للتراث الثقافي والتاريخي لأمريكا. يحتوي كتالوج بطاقات حقوق الطبع والنشر الموجود في مبنى جيمس ماديسون التذكاري على 45 مليون بطاقة فردية، ويضم فهرسًا لتسجيلات حقوق الطبع والنشر في الولايات المتحدة من عام 1870 وحتى عام 1977. يتم الاحتفاظ بالسجلات بعد عام 1977 من خلال قاعدة بيانات على الإنترنت تضم أكثر من 16 مليون إدخال.
بصفته وحدة خدمات بمكتبة الكونغرس، يعد مكتب حقوق الطبع والنشر جزءًا من الفرع التشريعي للحكومة. يقدم المكتب المشورة بشأن سياسة حقوق الطبع والنشر إلى الكونغرس. بناءً على طلب الكونجرس، يقدم مكتب حقوق الطبع والنشر المشورة والمساعدة للكونجرس في تطوير سياسة حقوق النشر الوطنية والدولية ؛ مسودات التشريعات وتعد الدراسات الفنية حول الأمور المتعلقة بحقوق النشر.
يوثق دليل ممارسات مكتب حقوق الطبع والنشر في الولايات المتحدة ممارسات مكتب حقوق الطبع والنشر في إدارته لقانون حقوق النشر.
يسري جدول الرسوم الجديد لبعض خدمات المكتب اعتبارًا من 1 مايو 2014.  تم تحديث رسوم مكتب حقوق الطبع والنشر آخر مرة في عام 2009. زيادة الرسوم بالنسبة لبعض التسجيلات والتسجيل والخدمات المرتبطة بها، وكذلك بعض خدمات البحث والمراجعة الخاصة بطلبات حرية المعلومات (قانون حرية المعلومات) (الولايات المتحدة) . في مايو 2014 ، قام المكتب أيضًا بتخفيض بعض رسوم طلب التجديد والإضافة في محاولة «لتشجيع تقديم المزيد من مطالبات التجديد» وبالتالي المساعدة في تحسين السجلات العامة حول ملكية حقوق الطبع والنشر. 

### تقديم خدمات المعلومات للجمهور
يوفر مكتب حقوق الطبع والنشر المعلومات العامة والخدمات المرجعية المتعلقة بحقوق التأليف والنشر والوثائق المسجلة. يمكن للجمهور متابعة التطورات في مكتب حقوق الطبع والنشر من خلال الاشتراك في مكتب حقوق النشر في الولايات المتحدة نيوزنت، وهي قائمة بريد إلكتروني مجانية تصدر رسائل بريد إلكتروني دورية لتنبيه المشتركين بجلسات الاستماع والمواعيد النهائية للتعليقات واللوائح الجديدة والمقترحة والمنشورات الجديدة وحقوق النشر الأخرى الموضوعات ذات الصلة من الفائدة. الاشتراك في موقع مكتب حقوق الطبع والنشر.

### مكتبة الكونجرس
في عام 1870 ، أصدر الكونغرس قانونًا يركز نظام حقوق النشر في مكتبة الكونغرس. يفرض هذا القانون على جميع مالكي حقوق التأليف والنشر للمصنفات الموزعة للجمهور إيداع نسختين من كل عمل مسجل في الولايات المتحدة، سواء كان كتابًا أو كتيبًا أو خريطة أو مطبوعًا أو قطعة موسيقية. تزود مكتبة الكونجرس باحتياجات المؤتمر من المعلومات، وأصبحت أكبر مكتبة في العالم ومكتبة وطنية فعلية للولايات المتحدة. نما هذا المستودع الذي يحتوي على أكثر من 162 مليون كتاب وصورة وخرائط وأفلام ومستندات وتسجيلات صوتية وبرامج كمبيوتر وعناصر أخرى إلى حد كبير من خلال عمليات نظام حقوق الطبع والنشر الذي يجلب ودائع كل عمل محمي بحقوق النشر إلى المكتبة. 

### الواجبات
يشجع مكتب حقوق الطبع والنشر على تحسين حماية حقوق الطبع والنشر للأعمال الإبداعية الأمريكية في الخارج من خلال المعهد الدولي لحقوق الطبع والنشر التابع له. يوفر المعهد الدولي لحق المؤلف، الذي أنشأه الكونغرس في عام 1988 في مكتب حقوق التأليف والنشر، التدريب للمسؤولين رفيعي المستوى من البلدان النامية والبلدان الصناعية الحديثة ، ويشجع على تطوير قوانين فعالة للملكية الفكرية وإنفاذها في الخارج.
يحتوي الموقع على معلومات حول التشريعات الجديدة ذات الصلة بحقوق الطبع والنشر وقائمة من الوكلاء المعينين بموجب قانون الألفية الجديدة لحقوق طبع ونشر المواد الرقمية وقانون الحد من المسؤولية عن انتهاك حقوق النشر على الإنترنت (OCILLA) ومعلومات حول نظام لوحة تحكيم حقوق الطبع والنشر (CARP) لحقوق الطبع والنشر المخصصة محكمو حقوق الملكية (يتم الآن مبنى جيمس ماديسون التذكاريالاستغناء عنهم واستبدالهم بلوحة حقوق الطبع والنشر ).

## روابط خارجية
- مكتب حقوق الطبع والنشر بالولايات المتحدة (الموقع الرسمي)
- مكتب حقوق التأليف والنشر في السجل الفيدرالي
- الولايات المتحدة مكتب حقوق التأليف والنشر، مقدمة موجزة والتاريخ
- مجموعة سجلات حقوق النشر المبكرة في مكتبة الكونغرس
- مؤلفات مكتب حقوق الطبع والنشر بالولايات المتحدة في مشروع غوتنبرغ
- أعمال مكتب حقوق الطبع والنشر بالولايات المتحدة في ليبري فوكس